# Dolores Cortés

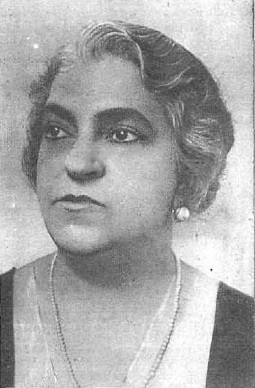
Cortés hacia 1926

Dolores Cortés Morell (Málaga, 5 de enero de 1874-Denia, 17 de febrero de 1951) fue una actriz española.

## Biografía
Dedicada desde muy joven al mundo del escenario, sus inicios se sitúan en el denominado Género chico, en boga en la España de finales del siglo XIX y principios del XX.
En 1913 se instala en Madrid y triunfa sobre las tablas en la compañía de Casimiro Ortas. Madre de la también actriz Tina Gascó, compartió escenarios con su hija durante muchos años.